# Еогиринус
Еогиринус (Eogyrinus) је водоземац из доба карбона.

## Опис
Личио је на алигатора, а претпоставља се да је водио и такав начин живота. Био је дугачак око 4-5 m од врха главе до краја репа. Реп му је био снабдевен пловном кожицом, а удови су му били широко размакнути.

## Начин живота и станиште
Због своје грађе био је прилагођен животу у води, али не и на копну. Насељавао је мочварне и доста плитке воде.

## Филогенија
Еогиринус је био један од највећих антракосаура, што би значило „угљени гуштер“. Иако тај назив упућује да је у питању био гмизавац, еогиринус је био водоземац. Ипак,  сматра се да гмизавци потичу управо од ове групе животиња.